# Tusind-meter-blikket
Tusind-meter-blikket (Engelsk: 1000-yard-stare) er et begreb der beskriver det tomme, blanke og fjerne blik på en kamptræt soldat.

## Oprindelse
Udtrykket blev populært efter det amerikanske magasin LIFE publicerede maleriet Marines Call It That 2,000 Yard Stare, malet af slagmaleren og krigskorrespondenten fra 2. verdenskrig Thomas Lea. Billedet havde dog ikke denne titel da det blev offentliggjort i 1945. Billedet, som er malet i 1944, er et portræt af en amerikansk marineinfanterist der havde deltaget i slaget ved Peleliu; det hænger nu i United States Army Center of Military History i Fort Lesley J. McNair i Washington, D.C. Lea udtalte om motivet for sit billede:
 Han forlod USA for 31 måneder siden. Han blev såret i sin første træfning. Han har haft tropesygdomme. Han halvsover om natten og saniterer japanske skyttehuller ét efter ét hele dagen. To tredjedele af hans kompagni er blevet dræbt eller såret. Her til morgen vender han tilbage til krigen. Hvor meget kan et menneske udholde?

Tidligere korporal Joe Houle mindedes sit første møde med sin deling i vietnamkrigen i 1965: »Det var som om alt liv var blevet suget ud af deres øjne«, senere erfarede han at betegnelsen for blikket var thousand-yard stare (tusind-meter-blikket). Joe Houle fortsatte, »Da jeg mistede den første ven, følte jeg også at det var bedst at distancere mig«.